# Aphirape riojana
Aphirape riojana là một loài nhện trong họ Salticidae.
Loài này thuộc chi Aphirape. Aphirape riojana được Cândido Firmino de Mello-Leitão miêu tả năm 1941.